# Cratere Kirinda
Kirinda è un cratere sulla superficie di Marte.